# دانيال شميد
دانيال شميد (بالإنجليزية: Daniel Schmid)‏ (و. 1941 – 2006 م) هو ممثل، ومخرج سينمائي، وكاتب سيناريو من سويسرا .
توفي عن عمر يناهز 65 عاماً.

## التعليم
تعلم في الأكاديمية الألمانية للسينما والتلفاز في برلين ‏

## روابط خارجية
- دانيال شميد على موقع IMDb (الإنجليزية)
- دانيال شميد على موقع مونزينجر (الألمانية)
- دانيال شميد على موقع ألو سيني (الفرنسية)
- دانيال شميد على موقع أول موفي (الإنجليزية)
- دانيال شميد على موقع قاعدة بيانات الأفلام السويدية (السويدية)
- دانيال شميد على موقع قاعدة بيانات الفيلم (الإنجليزية)
- دانيال شميد على موقع كينوبويسك (الروسية)